# Кутто
Кутто (также купто; англ. kutto, kupto, kúttò; самоназвание: kúttò) — чадский язык, распространённый в северо-восточных районах Нигерии. Входит в группу боле-тангале западночадской языковой ветви.
Численность говорящих — около 3000 человек (1995). Язык бесписьменный.

## Классификация
В соответствии с классификацией чадских языков, предложенной американским лингвистом Полом Ньюманом, язык кутто (купто) вместе с языками беле, боле (боланчи), дено (куби), галамбу, гера, герума, канакуру (дера), карекаре, кирфи, квами, маха, нгамо, перо, пийя (вуркум) и тангале входит в группу боле западночадской языковой ветви (в других классификациях, включая классификацию, опубликованную в лингвистическом энциклопедическом словаре в статье В. Я. Порхомовского «Чадские языки», данная группа упоминается под названием боле-тангле, или боле-тангале). Согласно исследованиям Пола Ньюмана, в пределах группы боле (или A.2) язык кутто включается в кластер языков собственно тангале подгруппы тангале, сама же группа входит в подветвь западночадских языков A. Эта классификация приведена, в частности, в справочнике языков мира Ethnologue.
В базе данных по языкам мира Glottolog даётся более подробная классификация языков подгруппы тангале, составленная на основе работ Ульрике Цох и Пола Ньюмана. В ней язык кутто вместе с языком кваами отнесён к кластеру квами-купто, который в свою очередь последовательно включается в следующие языковые объединения: языки тангале-квами-купто, языки собственно тангале и языки тангале. Последние вместе с языками боле составляют группу западночадских языков A A.2.
В классификации афразийских языков британского лингвиста Роджера Бленча предлагаются иной вариант состава языков подгруппы тангале и иная точка зрения на место этой подгруппы в рамках западночадской ветви языков.
Согласно данной классификации, язык кутто вместе с языками кваами, перо, пийя-квончи (пийя), кхолок, ньям, куши (годжи) и тангале образует языковое единство, входящее в объединение «b» (южные боле) подгруппы боле группы боле-нгас подветви западночадских языков A.

## Лингвогеография

### Ареал и численность
Область распространения языка кутто размещена в северо-восточной Нигерии на территории штатов Гомбе (в районе Фунакайе) и Йобе (в районе Гуджба) — к северу от водохранилища Дадин-Кова. По данным Роджера Бленча, носители языка кутто живут в двух селениях указанного региона.
Ареал кутто окружён ареалами близкородственных западночадских языков. С востока область распространения языка кутто граничит с ареалом языка маха, с запада — с ареалом языка боле. К югу от ареала кутто за водохранилищем Дадин-Кова расположен ареал центральночадского языка тера.
Численность носителей языка кутто по данным 1995 года составляла 3000 человек. По современным оценкам сайта Joshua Project численность носителей этого языка составляет 5000 человек (2017).

### Социолингвистические сведения
По степени сохранности, согласно данным сайта Ethnologue, язык кутто относится к так называемым стабильным, или устойчивым, языкам, что подразумевает под собой использование этого языка в устном бытовом общении представителями этнической общности кутто всех поколений, включая детей. Между тем, в издании Encyclopedia of the World’s Endangered Languages кутто включают в число исчезающих языков, активно вытесняемых языком хауса. Стандартной формы у языка кутто нет. По вероисповеданию представители этнической общности кутто в основном являются мусульманами, часть кутто придерживаются традиционных верований, есть также христиане.